# Dignity (album)
Dignity (tạm dịch: Phẩm giá) là album phòng thu thứ tư của nghệ sĩ thu âm người Mỹ Hilary Duff. Album được phát hành vào ngày 3 tháng 4 năm 2007 bởi hãng Hollywood Records. Giữa thời điểm phát hành album phòng thu trước của cô, Hilary Duff (2004), và Dignity, cô có một cuộc sống đầy những biến cố; cô bị theo dõi bởi một người đàn ông từng đe dọa cuộc sống của cô, cha mẹ cô ly thân còn cô thì chia tay với người bạn trai của mình. Thay vì chọn lọc các ca khúc và viết một ít bài hát như cô đã thực hiện trong những bản thu trước, cô đã viết tất cả bài hát, ngoại trừ một ca khúc, trong album và thường xuyên hợp tác với nhạc sĩ Kara DioGuardi, người thường xuyên sáng tác cho cô trước đây.
Duff được lấy cảm hứng từ âm nhạc của ban nhạc indie rock The Faint cùng hai nghệ sĩ nhạc pop là Beyoncé Knowles và Gwen Stefani. Ngược lại với thể loại pop rock trong những phát hành trước của cô, Dignity lại mang giai điệu nhạc nhảy, thể loại mà cô không hề nhắm đến trong khi sáng tác album. Lời nhạc của cô liên quan đến những sự việc mà Duff đã trải qua trong những năm quan trọng dẫn đến việc phát hành album, những ca khúc trong album mang âm hưởng của rock and roll và nhạc hip hop.
Phản hồi từ những nhà phê bình khá khả quan; dù giọng hát yếu ớt của Duff bị lưu ý, nhưng album được khen ngợi về phần sáng tác và hướng âm nhạc mới của cô. Kể từ khi phát hành, Dignity xuất hiện tại vị trí thứ 3 ở Mỹ, vị trí thấp hơn những album trước của Duff cùng với doanh số bán thấp hơn, điều mà Billboard cho rằng khiến cô mất lượng người hâm mộ vì quá trình tiến hóa trong âm nhạc của cô. Dù album khá thất bại, nhưng album đã phát hành đĩa đơn có vị trí cao nhất tại Mỹ của cô đến hôm nay, "With Love" (vị trí 24), cùng hai đĩa đơn quán quân bảng xếp hạng Hot Dance Club Play. Album đã vươn lên top 10 ở một vài quốc gia và được trao chứng nhận Vàng tại Mỹ do Recording Industry Association of America. Đến nay, album đã bán được tổng cộng 1 triệu bản toàn thế giới và thu hút 24 ngàn lượt nghe trên trang nhạc trực tuyến Zing MP3.

## Bối cảnh thực hiện

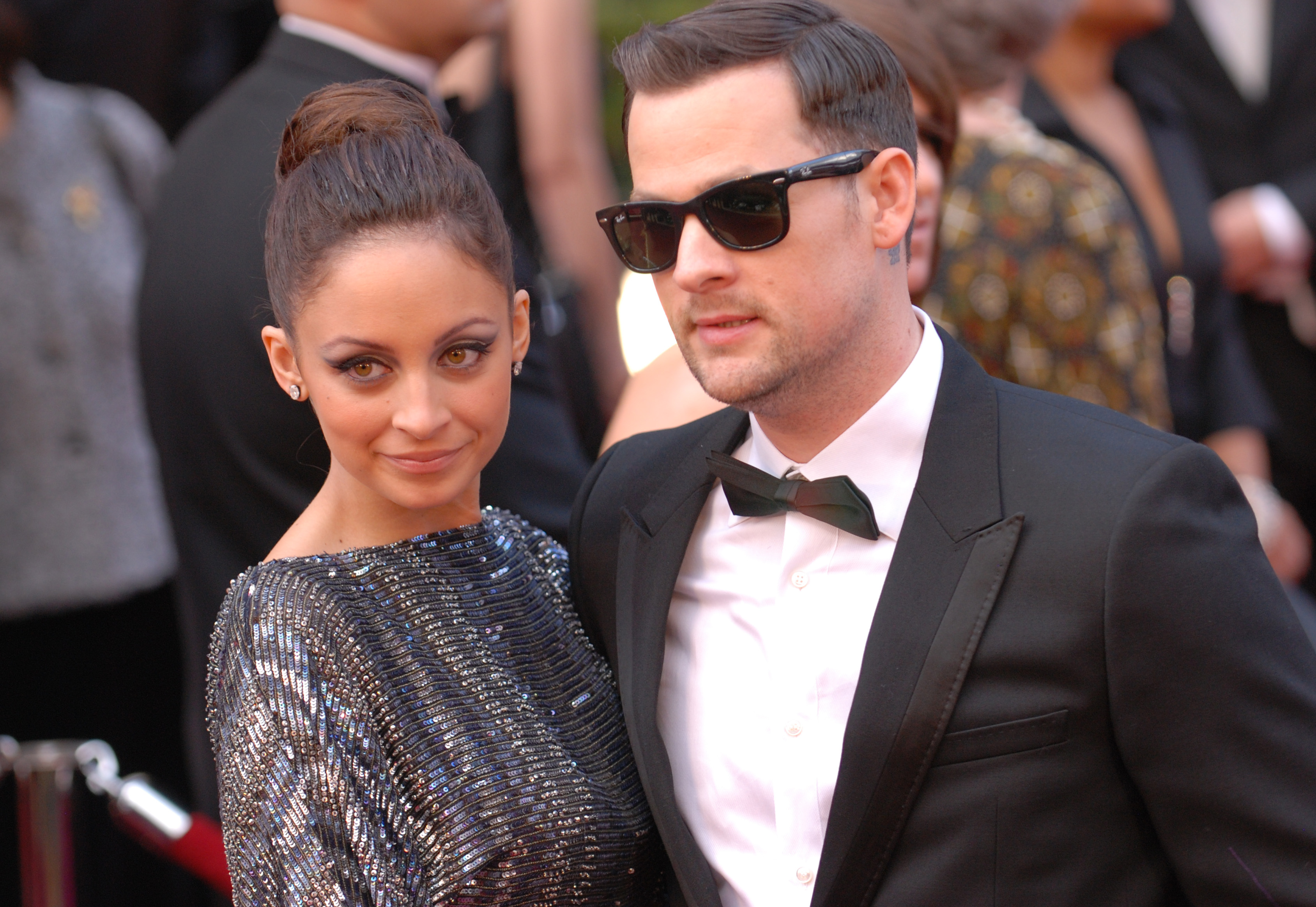
Joel Madden, bạn trai cũ của Duff, sát cánh bên người vợ hiện tại của mình là Nicole Richie hồi tháng 3 năm 2010.

Album phòng thu trước của Duff mang tên Hilary Duff (2004), nhận nhiều đánh giá trái chiều từ những nhà phê bình. Dù vậy, album vẫn nắm vị trí á quân trên bảng xếp hạng Billboard 200, cùng hiệu suất thương mại khá tốt: album rơi khỏi bảng xếp hạng sau 33 tuần và bán được 1.8 triệu bản tại Mỹ.
Giữa thời điểm phát hành Hilary Duff và Dignity, đời sống riêng tư của Duff gặp nhiều biến cố. Vào tháng 10 năm 2006, cô và bạn trai, Joel Madden của nhóm nhạc punk rock, Good Charlotte, cho rằng họ bị theo dõi bởi một người Nga di cư tên Maksim Miakovsky và bạn cùng phòng của anh, thợ săn ảnh David Joseph Klein. Theo án lệnh cách ly được ghi bởi Duff, Miakovsky đến Hoa Kỳ chỉ để theo đuổi một mối quan hệ với cô. Anh sau đó đã bị bắt sau khi đe dọa sẽ giết cô. Vào tháng 11, cô đã kết thúc mối quan hệ dài hai năm của cô với Madden. Trong khoảng thời gian ấy, cha mẹ của cô là ông bà Robert và Susan ly thân sau 22 năm kết hôn sau cuộc tình của ông Robert với một người phụ nữ khác.

## Sáng tác và khai thác

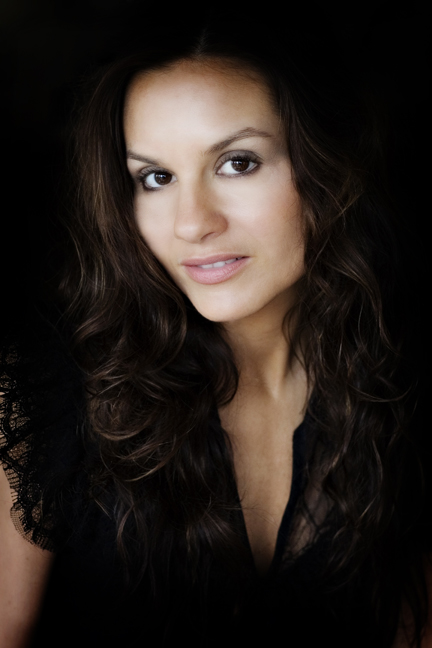
Nhạc sĩ Kara DioGuardi, người đồng hành cùng Duff thực hiện Dignity.

Duff giải thích về tựa đề của album, "Tôi nay đã già dặn hơn và trưởng thành hơn tôi lúc thực hiện bản thu cuối cùng, nhưng không vì vậy mà tôi nghĩ là mình biết hết tất cả. Có phẩm giá là điều bạn phải vận dụng trong suốt cuộc đời của bạn, trong cách ta đối xử với mọi người và cách bạn đối xử với bản thân. Tôi mong bản thân tôi sẽ luôn phấn đấu để có được điều ấy." Cô tiếp tục, "Đó không phải là thứ mà bạn được ban tặng hay bạn chỉ cần lấy hay bạn đã có nó từ khi sinh ra. Đó chính là điều mà bạn cần phải thực hiện."
Cô chia sẻ rằng với Dignity, việc tăng sức sáng tác các ca khúc là một bước đột phá của cô. "Đó không phải là việc mà tôi làm trong quá trình tôi thực hiện những bản thu trước, trừ từ nay trở đi. Đó là việc rất quan trọng trong thời điểm này," cô nói. Cô đã đồng sáng tác tất cả các bài hát trong album, ngoại trừ "Outside of You", viết bởi Pink, Chantal Kreviazuk và Raine Maida. Trong một buổi phỏng vấn, Maida chia sẻ rằng ca khúc đã được viết cho album của Pink nhưng lại không được thực hiện. Duff sau đó khá chú ý đến ca khúc và đã thu âm bài hát. Duff giải thích về quá trình sáng tác:
[Album] có tất cả con người của tôi. Tôi chưa bao giờ thực hiện những bản thu của tôi như vậy cả. Tôi đã phải chọn nhạc, nhưng lần này thì lại như, tôi muốn ngồi xuống và nghĩ: 'Có chuyện gì đã xảy ra với tôi ngày hôm qua? Có chuyện gì đã xảy ra với tôi ngày hôm nay?' rồi chỉ biết sáng tác. Nó như được điều trị theo một cách nào đó. Và dễ dàng - tôi khá bất ngờ về sự dễ dàng trong việc thành thật với bản thân và những điều ảnh hưởng đến bạn. Nó là một bản thu nhạc nhảy, nhưng tôi lại muốn nó nghiêm túc. Tôi muốn kể về những thứ nghiêm túc, nhưng lại thực hiện nó theo một cách không-nghiêm-túc-lắm, cùng loại nhạc làm bạn muốn đứng dậy và nhảy múa.
Đa phần Dignity được sáng tác tại nhà riêng của Duff, nơi cô cảm thấy "thoải mái và tự do." Cô chia sẻ rằng từ đầu cô đã nhắm rằng cô muốn sáng tác album cùng sự giúp đỡ của nhạc sĩ kiêm nhà sản xuất Kara DioGuardi, người đã cùng cô thực hiện các khúc trước như "Come Clean" và "Fly". Một lý do khác mà Duff mong muốn được làm việc với cô là vì cô phát hiện rằng lời nhạc của cô khá hòa hơp với những giai điệu âm nhạc của DioGuardi. Cô chia sẻ thêm, "Tôi có giúp đỡ về phần giai điệu, nhưng đó không phải là thế mạnh của tôi. Tôi chỉ lên ý tưởng từ những lời nhạc mà chủ yếu [tôi đã viết]. Tôi đã nói với cô ấy đây chính là cách mà tôi muốn thực hiện, và cô ấy đôi lúc cũng đã giúp đỡ tôi về phần lời nhạc. Cô ấy nói, 'Thực sự nó không khớp lắm,' còn nếu tôi đã kiên quyết thì chúng tôi sẽ làm cho bằng được."

## Sáng tác
Về nguồn cảm hứng cho album, Duff chia sẻ rằng gồm ban nhạc indie rock The Faint và những nghệ sĩ nhạc pop như Gwen Stefani và Beyoncé Knowles, trong khi những nhà phê bình lại so sánh cô với phong cách nhạc của Stefani, Depeche Mode, Madonna và Justin Timberlake. Duff cảm thấy rằng thể loại nhạc dance-pop của album khá lệnh lạc so với thể loại pop rock từ những album trước của cô. "Tôi không thực sự nhất thiết phải lên kế hoạch cho album có thể loại này, nhưng nó rất dễ dàng để sáng tác," cô chia sẻ. Những nhà phê bình đồng thời cũng để ý rằng phong cách âm nhạc của Dignity là dance-rock, New Wave và electropop, cùng âm hưởng của hip hop, rock and roll và nhạc Trung Tây. Theo Duff, album là một sự kết hợp giữa nhạc nhảy, nhạc điện tử và nhạc rock.
Lời nhạc của một số ca khúc liên quan đến những biến cô của Duff giữa thời điểm phát hành của Hilary Duff và Dignity. Bài hát "Stranger" và "Gypsy Woman", bị cho rằng được viết về bạn gái mới sau đó của Madden là Nicole Richie, nhưng thực sự cả hai được viết về mối quan hệ mờ ám của cha Duff. Cô chia sẻ rằng "Stranger" được viết theo cách nhìn nhận của mẹ cô. "Stranger là một ca khúc được tôi viết về cách mà mẹ tôi cảm nhận về cha của tôi," cô chia sẻ. "Tôi đã giả dụ đó là mối quan hệ tình cảm của tôi vì tôi không muốn mọi người biết về cha mẹ tôi. Nhưng tôi cho rằng có rất nhiều người có thể nhận ra những gì mà tôi đã trải qua." Bài hát chủ đề đồng thời cũng bị cho là ám chỉ về Richie, dù vậy Duff lại không từ chối tin đồn ấy. "Dignity là một bài hát đương nhiên kể về những con người ở Hollywood," cô chia sẻ. "Tôi sẽ không nói rằng bài hát ám chỉ về cô ấy nhưng nó nói về người hành động tương tự như cô ấy và cư xử như cách cư xử của cô ấy." Tiếp đó là "With Love", ca khúc kể về việc cãi nhau của một cặp đôi nhưng cô vẫn giữ sự "bình tĩnh" trước "người mình yêu" cũng như "cho người đó biết được rằng bạn coi trọng những lời chê bai hay những lời khuyên [từ người ấy] vì bạn biết nó được đến từ trái tim [của họ]." Ca khúc "Danger" đã được viết về mối quan hệ tình cảm giữa một người bạn của Duff với một người đàn ông lớn tuổi. "Tôi hiểu cảm giác khao khát sự nguy hiểm," cô chia sẻ. "Bạn hẳn phải biết có điều không ổn về mặt đạo đức, nhưng bạn không thể tự cứu giúp bản thân được." Cô đồng thời cũng phát biểu "Dreamer" được viết về một kẻ theo dõi theo kiểu đùa giỡn, và bị cho là được viết nhằm ám chỉ Miakovsky. Ca khúc "Play with Fire" trước đây từng được đặt tên là "Happy". Theo Duff, so với các ca khúc khác thì "Play with Fire" "mang chất nhạc nhảy hơn" các sản phẩm trước đây của cô cũng như sử dụng nhiều nhạc cụ thực hơn. "[Bài hát] rất vui nhộn, sôi động và khác biệt, đó là một điều mới lạ đối với tôi. Nó rất tuyệt vời", cô chia sẻ.

## Chiến dịch quảng bá

### Tiếp thị và phát hành

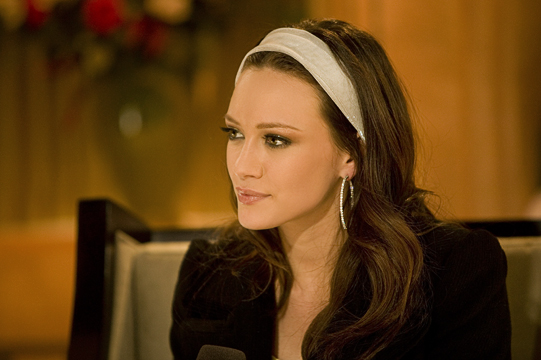
Duff trong chương trình Live at Much vào tháng 4 năm 2007.

Nhằm quảng bá cho lần phát hành của album, Duff "làm việc không ngừng nghỉ với toàn bộ những nhân viên của hãng Hollywood Records nhằm quảng bá [cho] bản thu." Vào ngày phát hành của album, 3 tháng 4, kênh MTV đã trình chiếu một bộ phim tài liệu hai phần đặc biệt mang tên Hilary Duff: This Is Now. Bộ phim theo chân Duff chuẩn bị cho đợt phát hành của Dignity cùng những buổi chụp ảnh, phỏng vấn, lựa chọn phục trang, tập luyện và một chuyến đi đến châu Âu. Ngoài ra, Duff đồng thời cũng đã trở thành người dẫn chương trình của Total Request Live một tuần bắt đầu từ ngày 26 tháng 3 và xuất hiện tại một vài cửa hàng bán lẻ, trên truyền hình và được quảng bá trực tuyến rầm rộ trên MySpace và Yahoo!. Một đĩa mở rộng mang tên Dignity Remix EP gồm năm bản phối mới được phát hành độc quyền tại các cửa hàng Walmart ở Mỹ và được đính kèm chung với album. Bên cạnh siêu thị Walmart thì Best Buy cũng tặng khách hàng của mình hai bản phối của ca khúc "Play with Fire" và "Stranger", còn phiên bản tại Nhật Bản thì có bìa đĩa được thiết kế mới cũng như tặng kèm thêm bản phối trích từ đĩa đơn "With Love." Sau đó, phiên bản cao cấp của Dignity đã được phát hành kèm theo một DVD bao gồm 10 video âm nhạc của Duff và một đoạn phim tài liệu hậu trường dài 30 phút mang tên "At Home with Hilary." DVD này đồng thời cũng được kèm theo trong phiên bản cao cấp tại Nhật nhưng lại được bổ sung thêm bộ ảnh của cô với nhiếp ảnh gia Leslie Key và video hậu trường của buổi chụp ảnh.
Ngoài ra, video âm nhạc của "With Love" đồng thời cũng được biên tập thành một đoạn quảng cáo cho nhãn hiệu nước hoa riêng của cô, With Love... Hilary Duff, còn phần nhạc thì được xuất hiện trong trò chơi trực tuyến của thuộc hãng Nexon America là Audition Online cũng như nằm video quảng cáo của trò chơi tại Mỹ.

### Hình ảnh
Bên cạnh phong cách âm nhạc mới của Duff, hãng thu của cô đã bắt đầu quảng bá cô với hình ảnh trưởng thành hơn. Duff đã nhuộm tóc của mình thành màu đen và "gợi cảm hóa" hình ảnh của mình. Theo Duff, cô muốn "thử những điều mới", nhưng về phần thay đổi ngoại hình "thì chỉ vừa diễn ra. Đó không phải là một quyết định sáng suốt. Mọi người nghĩ nó quá khác biệt vì họ đã dõi theo sự trưởng thành của tôi nhưng đó chỉ là những gì xảy ra trong cuộc sống." Entertainment Weekly mô tả ngoại hình mới của Duff gồm "tóc màu tối, răng được tẩy trắng, sáng sủa và thời trang một cách quyến rũ". Vào giữa năm 2007, nhằm chuẩn bị cho lượt phát hành ca khúc "Stranger" trên sóng phát thanh, Duff đã xuất hiện trên bìa tháng 7 của tạp chí Us Weekly và Shape trong một bộ đồ bơi, và trên trang bìa tháng 8 của Maxim kèm theo tuyên ngôn rằng cô đã "từ nữ hoàng tuổi thiếu niên đến biểu tượng tình dục đột phá". Tờ Associated Press đã cho rằng hình ảnh khiêu khích hơn của Duff đã giúp cho những đĩa đơn của cô thu hút nhiều yêu cầu phát thanh trên đài. Guy Zapoleon, một nhà tư vấn phát thanh và cựu thực hiện các chương trình cho đài Top 40 giải thích rằng "đài phát thanh khá kỳ thị việc phát nhạc của nghệ sĩ [Disney], họ nghi ngờ về kiểu quyến rũ của những nghệ sĩ tuổi thiếu nhi, thanh niên", và hình ảnh khiêu khích ấy của Duff "chắc hẳn phải mang một ảnh hưởng tích cực đến thái độ của những người làm chương trình phát thanh, hầu hết là nam, khi Disney cố gắng giúp hình ảnh của cô ấy trưởng thành hơn".

### Đĩa đơn
3 đĩa đơn trích từ album đã được ra mắt. Đầu tiên là "Play with Fire", được Duff cho là nhằm "nhử mồi" kiểu âm nhạc mới trong Dignity. Dù vậy, cô thấy ca khúc quá khác biệt so với các ca khúc nằm trong album, cô thấy rằng bài hát là sự kết hợp giữa nhạc nhảy/điện tử/rock của album, đây chính là những thể loại cô quyết định lấy cảm hứng cho đĩa đơn dẫn đầu. Duff đã chọn ca khúc để phát hành trước nhằm "gửi gắm đến người nghe cơ hội thưởng thức thể loại âm nhạc mới của tôi". Dù không giành được vị trí trên bảng xếp hạng Billboard Hot 100 nhưng ca khúc vẫn trở thành đĩa đơn đầu tiên của cô xuất hiện trên bảng xếp hạng Hot Dance Club Play với vị trí thứ 34. Đĩa đơn thứ hai của album là "With Love" thì lại trở thành đĩa đơn có vị trí đứng cao nhất của cô trên bảng xếp hạng Hot 100 với vị trí số 24. Đĩa đơn này đồng thời cũng dẫn đầu bảng xếp hạng Hot Dance Club Play với vị trí số 1. Đĩa đơn cuối cùng, "Stranger", giành được vị trí 97 trên bảng xếp hạng Hot 100 và cũng giành vị trí quán quân trên bảng xếp hạng nhạc nhảy của tạp chí này.
Bảng thống kê vị trí xếp hạng của các đĩa đơn trong Dignity
| Năm  | Đĩa đơn           | Vị trí cao nhất | Vị trí cao nhất | Vị trí cao nhất | Vị trí cao nhất | Vị trí cao nhất | Vị trí cao nhất | Vị trí cao nhất | Vị trí cao nhất | Vị trí cao nhất |
| Năm  | Đĩa đơn           | Mỹ              | Dance Club      | Úc              | Canada          | Ý               | Hà Lan          | New Zealand     | Tây Ban Nha     | Anh             |
| ---- | ----------------- | --------------- | --------------- | --------------- | --------------- | --------------- | --------------- | --------------- | --------------- | --------------- |
| 2006 | "Play with Fire"  | —               | 31              | —               | —               | —               | —               | —               | —               | —               |
| 2007 | "With Love"       | 24              | 1               | 22              | 16              | 8               | 91              | 27              | 6               | 29              |
| 2007 | "Stranger"        | 97              | 1               | 49              | 86              | 6               | —               | —               | 13              | 102             |
|      | Đĩa đơn quán quân | 0               | 2               | 0               | 0               | 0               | 0               | 0               | 0               | 0               |

### Trình diễn trực tiếp

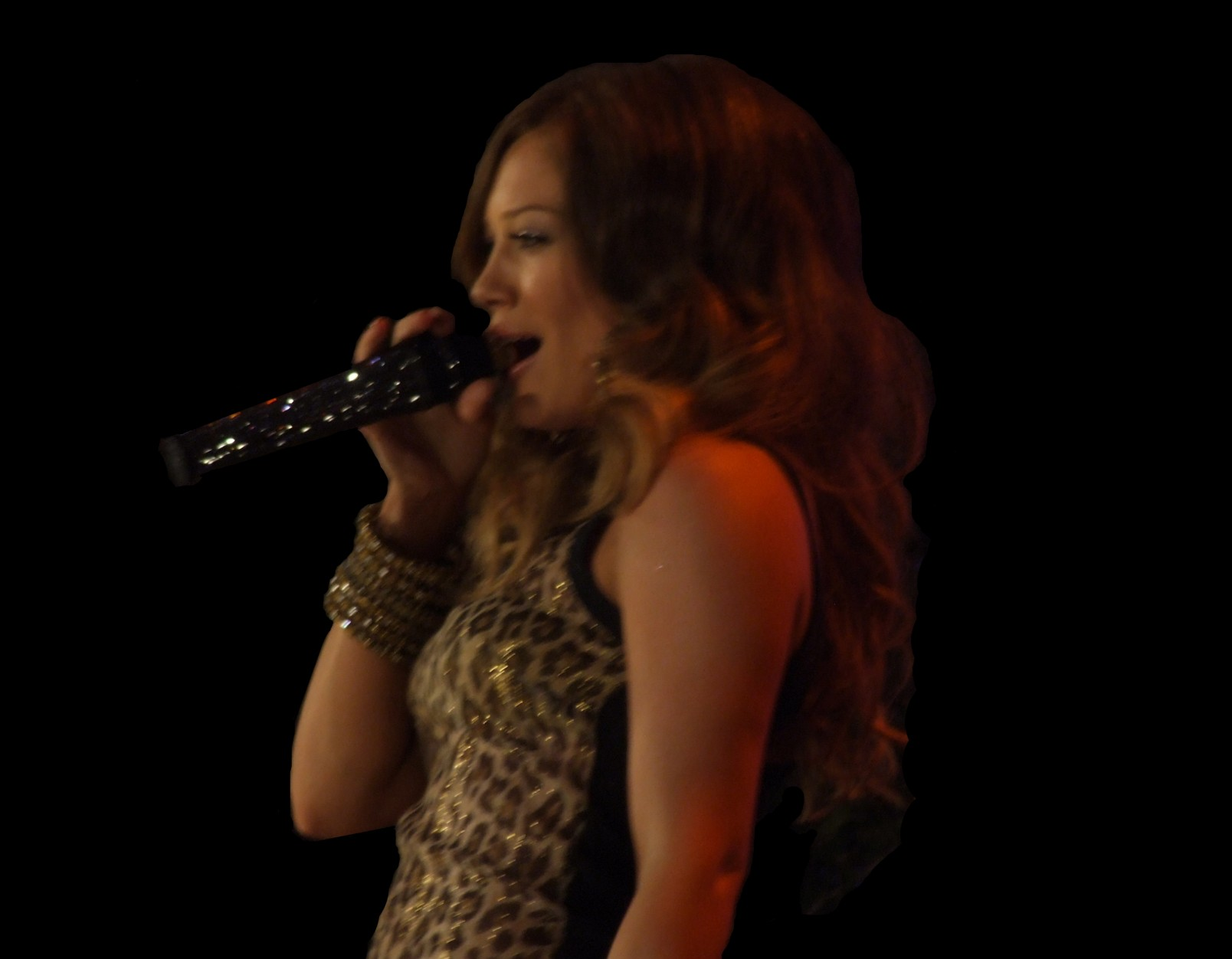
Duff đang trình diễn tại tour lưu diễn Dignity Tour.

Vào 25 tháng 9 năm 2006, trong buổi diễn cuối cùng của tour lưu diễn Still Most Wanted, Duff đã trình diễn ca khúc "Play with Fire" tại Puyallup Fair. Vào tháng 12, cô đã tiếp tục trình diễn ca khúc này cùng "With Love" tại câu lạc bộ đêm G-A-Y tại London, Anh với một bộ trang màu đen bó sát. Vào tháng 3 năm 2007, cô đã trình diễn "With Love" và "Stranger" tại chương trình phỏng vấn của Jimmy Kimmel vào ngày 4 cũng như trình diễn "With Love" trên Blue Peter tại Anh và CD Live diễn ra tại Milan, Ý (ngày 7 tháng 3), Loose Women (12 tháng 3) và Good Morning America (26 tháng 3), buổi diễn này nằm trong khuôn khổ của sê-ri trình diễn mùa Xuân của chương trình. Vào tháng 6, cô đã trình diễn ca khúc trên The Ellen DeGeneres Show (4 tháng 6), tại lễ trao giải MuchMusic Video Awards 2007 (17 tháng 6) và The Today Show (29 tháng 6), nơi cô diện một chiếc váy ngắn hai dây màu đỏ và trình diễn thêm ca khúc "Stranger". Vào tháng 7, cô đã trình diễn "Stranger" trên chương trình So You Think You Can Dance của kênh FOX. Sau đó, tại lễ trao giải Los Premios MTV Latinoamérica 2007, tổ chức tại Palacio De Los Deportes ở Mexico City, México vào ngày 18 tháng 10, cô đã trình diễn ca khúc "With Love" cùng một chiếc váy ngắn màu xanh và một đôi giày hiệu Jimmy Choo. Dù vậy, trước đó, tại đây đã xảy ra một vụ mất điện, khiến chương trình phải tạm hoãn phát sóng trong vòng 5 phút.

### Tour lưu diễn
Nhằm quảng bá cho album, Duff đã thực hiện tour lưu diễn thứ tư của mình mang tên Dignity Tour, tour diễn bắt đầu từ ngày 28 tháng 7 năm 2007 ở Winnipeg, Canada và kết thúc tại Melbourne, Úc vào ngày 3 tháng 4 năm 2008. Dignity Tour gồm 40 buổi diễn ở 5 quốc gia và hai châu lục. Vào ngày 23 tháng 11 năm 2009, cô đã phát hành DVD/album trực tiếp với tên Live At Gibson Amphitheatre - August 15th, 2007, quay lại buổi trình diễn của cô tại Gibson Amphitheatre ở Los Angeles, California, nằm trong khuôn khổ của tour lưu diễn.

## Tiếp nhận

### Đánh giá chuyên môn
| Đánh giá chuyên môn  | Đánh giá chuyên môn |
| Nguồn đánh giá       | Nguồn đánh giá      |
| Nguồn                | Đánh giá            |
| -------------------- | ------------------- |
| About.com            | [ 72 ]              |
| Allmusic             | [ 15 ]              |
| Billboard            | (khả quan)          |
| Entertainment Weekly | (B+)                |
| The Guardian         | [ 73 ]              |
| IGN                  | (6.9/10)            |
| Los Angeles Times    |                     |
| PopMatters           | [ 24 ]              |
| Rolling Stone        | [ 75 ]              |
| Slant Magazine       | [ 76 ]              |
| Sputnikmusic         | [ 19 ]              |

Dignity được các nhà phê bình đón nhận khá tích cực. Trang Metacritic đã cho album một số điểm trung bình dựa trên 13 bài đánh giá chuyên môn là 61, cùng kết luận "nhận được nhiều phản hồi tích cực." Rolling Stone đã đánh giá album khá khả quan, cảm thấy rằng việc Duff cố gắng thực hiện một album nhạc nhảy trưởng thành đã thành công. About.com gọi Duff nay "được yêu thích hơn bao giờ hết" và khen ngợi khâu sáng tác và sản xuất của Richard Vission và will.i.am. Allmusic nhấn mạnh rằng album khá kiên quyết nhờ vào phần sáng tác "mạnh mẽ, hấp dẫn và đáng nhớ." Bài đánh giá này đồng thời so sánh sự tương tự giữa Dignity và album của Justin Timberlake, FutureSex/LoveSounds (2006), cho rằng âm nhạc của Duff rất thời thượng như không đi trước thời đại. Đồng thời, bài đánh giá cũng chỉ trích giọng hát yếu ớt của Duff, gọi nó là "không hoàn toàn giống như một người phụ nữ." Billboard cho rằng quyết định thực hiện một album dance-pop của Duff rất can đảm, cũng như xem xét sự thiếu nổi bật của thể loại này vào thời điểm ấy. Bài nhận xét tiếp tục, "Trong thực tế nó là một bước đột phá mang lại độ nghiện hấp dẫn cho nước Anh." Entertainment Weekly cho rằng cuộc chia tay của Duff và Madden đã giúp cô thể hiện được tính cách của mình, điều mà tạp chí cho rằng đã thiếu mất trong những album trước của cô. "Cô chưa bao giờ hát thiếu sức sống khi làm hài lòng những khán giả khó tính," nhà phê bình nhận xét. Tờ The Guardian khen ngợi quyết định của Duff khi lựa chọn thể loại nhạc electronic dance thay vì teen pop như những album trước dù gặp nhiều vấn đề về mặt tiếp thị. Họ đồng thời còn đem những ca khúc nổi bật trong album so sánh với những bản nhạc của Kylie Minogue. Tờ Los Angeles Times cho rằng cô "không hoàn toàn thoải mái và tự tin trong hình ảnh mới của mình" nhưng cho rằng Dignity là một "cú đá đáng nhớ."
Bài đánh giá trên Sputnikmusic có lưu ý về một vài lỗ hổng trong album, điển hình như phần guitar solo trong bài "I Wish" bị họ cho là mờ nhạt cũng như giọng hát trẻ con, không đặc trưng của Duff. Dù vậy, họ vẫn cho rằng, "Cho những ai bất cập về album, Dignity là một album nhạc pop cứng rắn và được xây dựng một cách khéo léo. Cũng như tất cả các album khác thuộc thể loại này thường không được viết toàn bộ bởi người ca sĩ, điều này không được rõ ràng ở một vài phần, nếu có, từ ngữ của Duff dùng để thể hiện cảm xúc của một đồng nhạc sĩ bị đánh giá thấp, nhưng trong Dignity, ta ít ra cũng sở hữu được một album đáng nghe đến từng lời nhạc." Họ đồng thời cũng khen ngợi phần sáng tác của các ca khúc, trừ "Play with Fire", bài hát mà họ cảm thấy rằng đây là một sự lựa chọn tệ hại để làm đĩa đơn dẫn đầu của album. IGN thì lại có một bài đánh giá khá trung lập dành cho Dignity. Họ khen ngợi về hình ảnh trưởng thành hơn của Duff, nhưng cuối cùng lại nhận xét, "Duff thì vẫn là Duff còn âm nhạc của cô thì vẫn thuộc hạng nhạc pop tầm thường." PopMatters cho rằng những giai điệu synth được sử dụng trong các bài hát của album đã thất bại trong việc che lấp giọng hát như đọc của Duff. Trang web đồng thời cũng tin rằng giọng hát của cô không thể vươn lên cấp độ của những ca sĩ nhạc pop như Kelly Clarkson và Mandy Moore. "Tuy nhiên," họ có nói thêm rằng, "nhờ sự kỳ diệu của quá trình thực hiện, hiệu ứng reverb và hàng loạt những kỹ thuật chỉnh sửa nhạc đã giúp giọng hát của cô mạnh mẽ hơn, nhưng giọng hát của Duff vẫn mang đủ chất ngọt ngào như kẹo ngọt giúp cho viên thuốc đắng có thể trôi chảy." Tạp chí Slant cho rằng, "Duff gần như là một cái tên vô danh đối với nhiều nhà sản xuất và nhạc sĩ. Nhưng điều đó hoàn toàn có thể chấp nhận được với một album tự xưng là nhạc nhảy, nhưng giọng hát của Duff thì không đặc biệt còn những gì cô ấy mang đến thì trống rỗng; sự quỷ quyệt, mưu mô, hay giọng hát đặc trưng tuyệt vời phản tác dụng và vẻ khêu gợi khiến cho các nữ danh ca nhạc dance-pop khác mang danh ca sĩ không tồn tại." Trang web cho rằng album không mạo hiểm cho lắm và cho rằng bản pop rock "Outside of You", chính là ca khúc hấp dẫn nhất trong Dignity và đây không phải là bài hát nhạc nhảy như những ca khúc khác. Trong bài đánh giá của Tạp chí NOW, họ nhận xét rằng, "Toàn bộ album được lấy ra từ thứ âm thanh tệ hại của thời thanh xuân của Britney/Chantal Chamandy hiện tại [và trở thành] một bước lùi khá lớn" cũng như kết luận "sự ngọt ngào của bạn thì nghiêm túc hơn sự khêu gợi." Tạp chí Q đánh giá album khá tiêu cực, cho rằng "khâu sản xuất [của album] hấp dẫn chỉ là phần hào nhoáng bên ngoài mà thôi."

### Hiệu suất thương mại
Dignity xuất hiện tại vị trí thứ 3 trên bảng xếp hạng Billboard 200 ở Mỹ, với 140,000 bản được tiêu thụ trong tuần đầu tiên. Vị trí xuất hiện này khá thấp so với 3 album trước của Duff khi tất cả đều vươn lên vị trí đầu bảng hay vị trí số 2 trên bảng xếp hạng cùng số bán tuần đầu khoảng 200,000 bản. Billboard cho rằng "quá trình tiến hóa trong âm nhạc và hình ảnh [của Duff]... có lẽ đã dẫn đến việc cô mất phần lớn người hâm mộ trẻ tuổi của mình." Album xuất hiện tại bảng xếp hạng Vương Quốc Anh với vị trí 25 cùng 8,000 bản đã được bán trong tuần đầu tiên. Album cuối cùng đã giành 3 tuần nằm trong top 75 của bảng xếp hạng UK Albums Chart. Dignity đồng thời cũng đã hủy hoại kỷ lục 3 album liên tiếp xuất hiện tại vị trí quán quân ở Canada khi album gia nhập bảng xếp hạng cùng vị trí số 3 và 20,000 bản được tiêu thụ trong tuần đầu. Trong phản hồi của mình, Duff cho rằng "cô không thể hạnh phúc hơn" và cảm thấy may mắn vì Dignity đã tiêu thụ một số lượng như vậy cũng như lưu ý về trạng thái thị trường và doanh số bán trung bình cho các album khác vào tuần ấy. Album đồng thời cũng xuất hiện tại vị trí số 17 trên bảng xếp hạng ARIA Albums Chart ở Úc cùng số bán khoảng 2,300 bản trong tuần đầu phát hành. Tờ Herald Sun cho rằng album đã "chết chìm trong nước" trong tuần thứ hai trên bảng xếp hạng. Ở Ý, Dignity nhận được chứng nhận đĩa Vàng từ hiệp hội FIMI cùng hơn 40,000 bản đã được bán từ các cửa hàng băng nhạc. Cuối cùng, album đã được hiệp hội RIAA trao chứng nhận đĩa Vàng và giành vị trí 151 trong danh sách Year-End 200 Albums năm 2007, một bảng xếp hạng tổng hợp cuối năm của Billboard. Đến nay, Dignity đã bán được tổng cộng hơn một triệu bản trên toàn thế giới và thu hút 24 ngàn lượt nghe trên trang nhạc trực tuyến Zing MP3.

### Giải thưởng

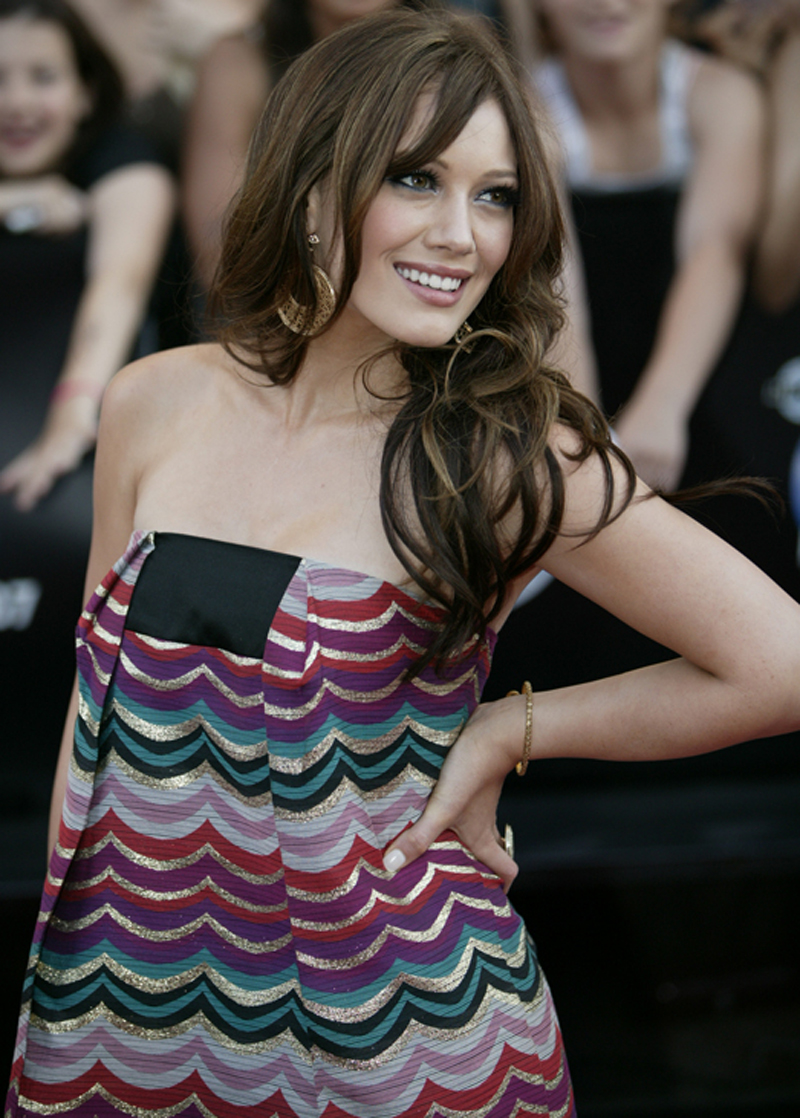
Duff xuất hiện tại Giải thưởng Video âm nhạc MuchMusic 2007, nơi cô giành chiến thắng tại hạng mục Nghệ sĩ quốc tế xuất sắc nhất do cộng đồng bầu chọn.

Các đĩa đơn phát hành từ Dignity nhận được một vài giải thưởng quan trọng. Đĩa đơn đầu tiên của album là "Play with Fire" đã giành được đề cử giải MVPA Awards cho hạng mục Chỉ đạo trong video âm nhạc nữ xuất sắc nhất. Tại Giải thưởng Video âm nhạc của MuchMusic năm 2007 tổ chức vào ngày 17 tháng 6 ở Canada, Duff đã giành chiến thắng tại hạng mục Nghệ sĩ quốc tế xuất sắc nhất do cộng đồng bầu chọn kèm theo đề cử của hạng mục Video âm nhạc quốc tế xuất sắc nhất, cả hai đều thuộc về đĩa đơn thứ hai của album, "With Love." Tiếp đó, vào ngày 26 tháng 8 năm 2007, ca khúc lại tiếp tục giành chiến thắng tại hạng mục Bản tình ca được yêu thích nhất tại lễ trao giải Teen Choice Awards 2007, tổ chức tại Gibson Amphitheatre ở California, Mỹ. Ngoài ra, "With Love" còn xuất hiện trong top 100 bài hát nhạc pop của năm 2007 của trang web About.com với vị trí 67 cùng nhận xét: "Tại đây Hilary Duff đã chứng tỏ cô ấy có đủ khả năng để trưởng thành thành một nghệ sĩ nhạc pop-dance tài năng."
| Năm  | Đề cử cho        | Giải thưởng                             | Hạng mục                                              | Kết quả   |
| ---- | ---------------- | --------------------------------------- | ----------------------------------------------------- | --------- |
| 2007 | "Play with Fire" | Giải thưởng MVPA                        | Chỉ đạo trong video âm nhạc nữ xuất sắc nhất          | Đề cử     |
| 2007 | "With Love"      | Giải thưởng Video âm nhạc của MuchMusic | Video âm nhạc quốc tế xuất sắc nhất                   | Đề cử     |
| 2007 | "With Love"      | Giải thưởng Video âm nhạc của MuchMusic | Bầu chọn của cộng đồng: Nghệ sĩ quốc tế xuất sắc nhất | Đoạt giải |
| 2007 | "With Love"      | Teen Choice Awards                      | Bản tình ca được yêu thích nhất                       | Đoạt giải |

## Danh sách ca khúc
| STT              | Nhan đề              | Sáng tác                                                              | Sản xuất                                     | Thời lượng |
| ---------------- | -------------------- | --------------------------------------------------------------------- | -------------------------------------------- | ---------- |
| 1.               | "Stranger"           | Hilary Duff, Kara DioGuardi, Vada Nobles, Derrick Haruin, Julius Diaz | Vada Nobles, Derrick Haruin, Logic           | 4:11       |
| 2.               | "Dignity"            | Duff, DioGuardi, Chico Bennett, Richard Vission                       | Chico Bennett, Richard Vission               | 3:13       |
| 3.               | "With Love"          | Duff, DioGuardi, Nobles, Diaz                                         | Vada Nobles, Logic                           | 3:01       |
| 4.               | "Danger"             | Duff, DioGuardi, Nobles, Mateo Camargo, Diaz                          | Vada Nobles, Mateo Camargo, Logic^           | 3:31       |
| 5.               | "Gypsy Woman"        | Hilary Duff, Haylie Duff, Ryan Tedder                                 | Ryan Tedder                                  | 3:15       |
| 6.               | "Never Stop"         | Duff, DioGuardi, Bennett, Vission                                     | Chico Bennett, Richard Vission               | 3:13       |
| 7.               | "No Work, All Play"  | Duff, DioGuardi, Greg Wells                                           | Greg Wells, Kara DioGuardi                   | 4:17       |
| 8.               | "Between You and Me" | Duff, DioGuardi, Bennett, Vission                                     | Chico Bennett, Richard Vission               | 3:05       |
| 9.               | "Dreamer"            | Duff, DioGuardi, Farid Nassar                                         | "Fredwreck" Nassar, Kara DioGuardi           | 3:11       |
| 10.              | "Happy"              | Duff, DioGuardi, Mitch Allan, Rhett Lawrence                          | Chico Bennett, Richard Vission               | 3:29       |
| 11.              | "Burned"             | Duff, DioGuardi, Nassar                                               | "Fredwreck" Nassar, Kara DioGuardi           | 3:22       |
| 12.              | "Outside of You"     | Alecia Moore, Chantal Kreviazuk, Raine Maida                          | Chico Bennett, Richard Vission, Raine Maida* | 4:04       |
| 13.              | "I Wish"             | Duff, DioGuardi, Tim Kelley, Bob Robinson                             | Tim & Bob                                    | 3:51       |
| 14.              | "Play with Fire"     | Duff, DioGuardi, Lawrence, will.i.am                                  | Rhett Lawrence                               | 3:01       |
| Tổng thời lượng: | Tổng thời lượng:     | Tổng thời lượng:                                                      | Tổng thời lượng:                             | 48:36      |

| Bài hát tặng kèm tại Best Buy | Bài hát tặng kèm tại Best Buy         | Bài hát tặng kèm tại Best Buy         | Bài hát tặng kèm tại Best Buy      | Bài hát tặng kèm tại Best Buy |
| STT                           | Nhan đề                               | Sáng tác                              | Sản xuất                           | Thời lượng                    |
| ----------------------------- | ------------------------------------- | ------------------------------------- | ---------------------------------- | ----------------------------- |
| 15.                           | "Play with Fire" (Bản phối nhạc rock) | Duff, DioGuardi, Lawrence, will.i.am  | Rhett Lawrence                     | 3:01                          |
| 16.                           | "Stranger" (Bản phối của Vada)        | Duff, DioGuardi, Nobles, Haruin, Diaz | Vada Nobles, Derrick Haruin, Logic | 4:11                          |
| Tổng thời lượng:              | Tổng thời lượng:                      | Tổng thời lượng:                      | Tổng thời lượng:                   | 55:48                         |

| Đĩa DVD tặng kèm trong phiên bản cao cấp | Đĩa DVD tặng kèm trong phiên bản cao cấp           | Đĩa DVD tặng kèm trong phiên bản cao cấp | Đĩa DVD tặng kèm trong phiên bản cao cấp |
| STT                                      | Nhan đề                                            | Đạo diễn                                 | Thời lượng                               |
| ---------------------------------------- | -------------------------------------------------- | ---------------------------------------- | ---------------------------------------- |
| 1.                                       | "At Home with Hilary (tạm dịch: Ở nhà với Hilary)" |                                          | 32:41                                    |
| 2.                                       | "Why Not" (Video âm nhạc)                          | Elliott Lester                           | 3:06                                     |
| 3.                                       | "So Yesterday" (Video âm nhạc)                     | Chris Applebaum                          | 3:34                                     |
| 4.                                       | "Come Clean" (Video âm nhạc)                       | Dave Meyers                              | 3:32                                     |
| 5.                                       | "Our Lips Are Sealed" (Video âm nhạc)              | Chris Applebaum                          | 2:41                                     |
| 6.                                       | "Fly" (Video âm nhạc)                              | Chris Applebaum                          | 3:55                                     |
| 7.                                       | "Wake Up" (Video âm nhạc)                          | Marc Webb                                | 3:39                                     |
| 8.                                       | "Beat of My Heart" (Video âm nhạc)                 | Phil Harder                              | 3:10                                     |
| 9.                                       | "Play with Fire" (Video âm nhạc)                   | Alex and Martin                          | 3:02                                     |
| 10.                                      | "With Love" (Video âm nhạc)                        | Matthew Rolston                          | 3:07                                     |
| Tổng thời lượng:                         | Tổng thời lượng:                                   | Tổng thời lượng:                         | 62:26                                    |

| Bài hát tặng kèm tại Nhật Bản | Bài hát tặng kèm tại Nhật Bản      | Bài hát tặng kèm tại Nhật Bản        | Bài hát tặng kèm tại Nhật Bản | Bài hát tặng kèm tại Nhật Bản |
| STT                           | Nhan đề                            | Sáng tác                             | Sản xuất                      | Thời lượng                    |
| ----------------------------- | ---------------------------------- | ------------------------------------ | ----------------------------- | ----------------------------- |
| 15.                           | "With Love" (Bản phối của DJ Kaya) | Duff, DioGuardi, Lawrence, will.i.am | Vada Nobles, Logic, DJ Kaya   |                               |

| Đĩa DVD tặng kèm trong phiên bản cao cấp tại Nhật Bản | Đĩa DVD tặng kèm trong phiên bản cao cấp tại Nhật Bản | Đĩa DVD tặng kèm trong phiên bản cao cấp tại Nhật Bản | Đĩa DVD tặng kèm trong phiên bản cao cấp tại Nhật Bản |
| STT                                                   | Nhan đề                                               | Đạo diễn                                              | Thời lượng                                            |
| ----------------------------------------------------- | ----------------------------------------------------- | ----------------------------------------------------- | ----------------------------------------------------- |
| 1.                                                    | "At Home with Hilary"                                 |                                                       | 32:41                                                 |
| 2.                                                    | "Why Not" (Video âm nhạc)                             | Elliot Lester                                         | 3:06                                                  |
| 3.                                                    | "Yesterday" (Video âm nhạc)                           | Chris Applebaum                                       | 3:34                                                  |
| 4.                                                    | "Come Clean" (Video âm nhạc)                          | Dave Meyers                                           | 3:32                                                  |
| 5.                                                    | "Our Lips Are Sealed" (Video âm nhạc)                 | Chris Applebaum                                       | 2:41                                                  |
| 6.                                                    | "Fly" (Video âm nhạc)                                 | Chris Applebaum                                       | 3:55                                                  |
| 7.                                                    | "Wake Up" (Video âm nhạc)                             | Marc Webb                                             | 3:39                                                  |
| 8.                                                    | "Beat of My Heart" (Video âm nhạc)                    | Phil Harder                                           | 3:10                                                  |
| 9.                                                    | "Play with Fire" (Video âm nhạc)                      | Alex và Martin                                        | 3:02                                                  |
| 10.                                                   | "With Love" (Video âm nhạc)                           | Matthew Rolston                                       | 3:07                                                  |
| 11.                                                   | "Hilary Duff × Leslie Key"                            |                                                       |                                                       |
| 12.                                                   | "Hậu trường thực hiện album ảnh"                      |                                                       |                                                       |

(*) được ghi chú là đồng sản xuất

(^) được ghi chú là nhà sản xuất dự bị

## Dignity Remix EP
Dignity Remix EP là một đĩa mở rộng phối lại của Duff. Album được đính kèm chung với Dignity khi bày bán độc quyền tại các cửa hàng Walmart vào năm 2007, gồm những bản phối của 4 ca khúc nằm trong Dignity và kèm theo một bản phối nhạc nhảy trích từ đĩa đơn năm 2004 của cô mang tên "Come Clean", nằm trong album phòng thu thứ hai của cô là Metamorphosis (2003). Album được sản xuất bởi Duff và Andre Recke, phát hành thông qua hãng Hollywood Records.

### Danh sách ca khúc
| STT              | Nhan đề                                         | Sáng tác                             | Sản xuất                                           | Thời lượng |
| ---------------- | ----------------------------------------------- | ------------------------------------ | -------------------------------------------------- | ---------- |
| 1.               | "With Love" (Bản phối của Richard Vission)      | Duff, DioGuardi, Nobles, Diaz        | Vada Nobles, Logic, Richard Vission, Chico Bennett | 6:09       |
| 2.               | "Play with Fire" (Bản phối của Richard Vission) | Duff, DioGuardi, Lawrence, will.i.am | Rhett Lawrence, Richard Vission, Chico Bennett     | 3:13       |
| 3.               | "Dignity" (Bản phối của Richard Vission)        | Duff, DioGuardi, Bennett, Vission    | Richard Vission, Chico Bennett                     | 3:45       |
| 4.               | "Play with Fire" (Bản phối của Vada)            | Duff, DioGuardi, Lawrence, will.i.am | Rhett Lawrence, Vada Nobles, Logic, Derrick Haruin | 3:17       |
| 5.               | "Come Clean" (Bản phối nhạc nhảy)               | DioGuardi, John Shanks               | John Shanks, Chris Cox                             | 3:44       |
| Tổng thời lượng: | Tổng thời lượng:                                | Tổng thời lượng:                     | Tổng thời lượng:                                   | 20:06      |

## Thực hiện
Ê-kíp thực hiện của Dignity được lấy từ thông tin của Allmusic.
| - Chico Bennett – sản xuất - Mateo Camargo – sản xuất - Kara DioGuardi – sản xuất - Hilary Duff – giám đốc sản xuất, ca sĩ chính và hát bè - Víctor González – sản xuất - Tim & Bob - sản xuất - Jason Groucott – phối nhạc - Derrick Haruin – sản xuất - Richard "Segal" Huredia – phối nhạc - Alain Johannes – phối nhạc - Enny Joo – chỉ đạo nghệ thuật và thiết kế - Rhett Lawrence – sản xuất, phối nhạc | - Logic – sản xuất, phối nhạc - Raine Maida – sản xuất - Manny Marroquin – phối nhạc - Andrew McPherson – nhiếp ảnh gia - Fredwreck – sản xuất, phối nhạc - Vada Nobles – sản xuất, phối nhạc - Andre Recke – giám đốc sản xuất, A&R, quản lý - Dave Snow – giám đốc sáng tạo - Ryan Tedder – sản xuất - Richard Vission – sản xuất - Greg Wells – sản xuất - will.i.am – nhạc sĩ |

## Xếp hạng và chứng nhận
| Bảng xếp hạng (2007)     | Vị trí |
| ------------------------ | ------ |
| Argentinian Albums Chart | 15     |
| Australian Albums Chart  | 17     |
| Canadian Albums Chart    | 3      |
| Colombian Album Chart    | 1      |
| French Albums Chart      | 133    |
| Irish Albums Chart       | 10     |
| Italian Albums Chart     | 8      |
| Japanese Albums Chart    | 12     |
| Mexican Albums Chart     | 22     |
| New Zealand Albums Chart | 31     |
| Spanish Albums Chart     | 12     |
| Swiss Albums Chart       | 64     |
| UK Albums Chart          | 25     |
| US Billboard 200         | 3      |
| US Digital Albums        | 4      |

| Bảng xếp hạng (2006) | Vị trí |
| -------------------- | ------ |
| US Billboard 200     | 151    |

| quốc gia | Chứng nhận |
| -------- | ---------- |
| Hoa Kỳ   | Vàng       |
| Ý        | Vàng       |
| Ireland  | Vàng       |

## Lịch sử phát hành
| quốc gia    | Ngày phát hành      | Định dạng                                          | Hãng phát hành        | Phiên bản           |
| ----------- | ------------------- | -------------------------------------------------- | --------------------- | ------------------- |
| Ireland     | 16 tháng 3 năm 2007 | Tải kỹ thuật số                                    | EMI                   | Tiêu chuẩn          |
| Áo          | 26 tháng 3 năm 2007 | Tải kỹ thuật số                                    | EMI                   | Tiêu chuẩn          |
| Anh         | 26 tháng 3 năm 2007 | CD, tải kỹ thuật số                                | Hollywood             | Tiêu chuẩn          |
| Hà Lan      | 26 tháng 3 năm 2007 | CD                                                 | Virgin                | Tiêu chuẩn          |
| Pháp        | 26 tháng 3 năm 2007 | CD                                                 | Hollywood             | Tiêu chuẩn          |
| Phần Lan    | 26 tháng 3 năm 2007 | CD                                                 | EMI                   | Tiêu chuẩn          |
| Tây Ban Nha | 26 tháng 3 năm 2007 | Kỹ thuật số                                        | EMI                   | Tiêu chuẩn          |
| Thụy Sĩ     | 26 tháng 3 năm 2007 | Kỹ thuật số                                        | EMI                   | Tiêu chuẩn          |
| Nhật Bản    | 28 tháng 3 năm 2007 | CD (Tiêu chuẩn), CD/DVD (Cao cấp)                  | Hollywood             | Tiêu chuẩn, cao cấp |
| Bỉ          | 29 tháng 3 năm 2007 | CD                                                 | Virgin                | Tiêu chuẩn          |
| Úc          | 30 tháng 3 năm 2007 | CD                                                 | Hollywood             | Tiêu chuẩn          |
| Anh         | 3 tháng 4 năm 2007  | CD, Tải kỹ thuật số                                | Hollywood             | Cao cấp             |
| Canada      | 3 tháng 4 năm 2007  | CD, CD/DVD                                         | Universal Music Group | Tiêu chuẩn, cao cấp |
| Hồng Kông   | 3 tháng 4 năm 2007  | CD/DVD                                             | Hollywood             | Cao cấp             |
| Mỹ          | 3 tháng 4 năm 2007  | CD, tải kỹ thuật số (Tiêu chuẩn), CD/DVD (Cao cấp) | Hollywood             | Tiêu chuẩn, cao cấp |
| New Zealand | 3 tháng 4 năm 2007  | CD                                                 | Hollywood             | Tiêu chuẩn          |
| Pháp        | 3 tháng 4 năm 2007  | CD, tải kỹ thuật số                                | EMI                   | Cao cấp             |
| Đan Mạch    | 18 tháng 4 năm 2007 | CD                                                 | EMI                   | Tiêu chuẩn          |
| Đức         | 24 tháng 8 năm 2007 | CD, CD/DVD                                         | Hollywood             | Tiêu chuẩn, cao cấp |